# Sylvienodus laveirensis
Sylvienodus laveirensis è un pesce osseo estinto, appartenente ai picnodontiformi. Visse nel Cretaceo superiore (Cenomaniano, circa 95 milioni di anni fa) e i suoi resti fossili sono stati ritrovati in Portogallo.

## Descrizione
Questo pesce era di dimensioni piuttosto piccole, e raramente superava i 5 centimetri di lunghezza. Possedeva, come la maggior parte dei picnodonti, un corpo ovale e appiattito lateralmente, piuttosto alto. Sylvienodus si differenziava dagli altri animali simili come Pycnodus o Tergestinia per alcune autapomorfie: margine anteriore della mascella a forma di ascia ornato di crenulazioni; penicolo parietale molto piccolo e corto, con 4 o meno rami posteriori; presenza di intaglio ovale tra la prima e la seconda scaglia dorsale. 
Sylvienodus era inoltre dotato di una combinazione unica di altri caratteri: forma del corpo ovoidale; apice dorsale nel punto di inserzione della pinna dorsale; finestra dermocranica assente; lacuna postcefalica (sopraoccipitale) assente; solco sui denti prearticolari e vomerini assenti; 22-23 vertebre contate come spine neurali, scheletro caudale escluso; arcocentri che circondano completamente la notocorda; 37 assonosti dorsali e 33 anali; pinne dorsale e anale estremamente acuminate, raggi anteriori delle pinne molto più lunghi degli altri; 15 scaglie ventrali nella carena mediana.

## Classificazione
Sylvienodus è un rappresentante dei picnodontidi, la famiglia di pesci picnodontiformi comprendente anche il genere eponimo Pycnodus e numerose altre forme note dal Giurassico all'Eocene. In particolare, sembra che Sylvienodus fosse un membro derivato della famiglia, all'interno della sottofamiglia Pycnodontinae. 
Il genere Sylvienodus venne istituito nel 2013 per accogliere una specie precedentemente descritta nel 1961 (Pycnodus laveirensis), proveniente dalla zona di Laveiras (Vale do Tejo) in Portogallo e risalente al Cenomaniano superiore. 